# 川村朋栄
川村 朋栄（かわむら ともえ、1978年7月28日 - ）は、日本の俳優。ロ・ロール所属。愛知県出身。身長165cm、体重65kg。

## 出演

### 映画
- 満州の紅い陽（2015年4月18日、愛川欽也監督）
- 闇金ドッグス2（2016年4月9日、土屋哲彦監督）
- 闇金ドッグス3（2016年5月21日、土屋哲彦監督）

### テレビ
- 港古志郎警視Season1　第11話（2010年、BSフジ） - 山口常史役
- ワケありバンジー（2010年、ワケありバンジー制作委員会各社）
- 港古志郎警視Season2（2012年、テレ玉）
- 鉄子の育て方　第12話（2014年、メ〜テレ）
- 世紀の大事件〜目撃者が明かす10の新証言〜（2014年、フジテレビ）
- 港古志郎警視Season3（2013年、BS11）
- 先人たちの底力 知恵泉『「戦国大名」を始めた男 北条早雲』（2015年3月3日、NHK Eテレ）
- 危篤スルー（2015年、日本テレビ）
- 世紀の大事件II〜目撃者が明かす10の新証言〜（2015年、フジテレビ）
- 中居正広の金曜日のスマイルたちへ『高橋みなみ篇』（2016年、TBS)
- ニンゲン観察バラエティ モニタリング（2016年、TBS）
- たけしの健康エンターテインメント!みんなの家庭の医学（2016年12月20日、テレビ朝日）

### 舞台
- 三人姉妹（2011年、愛川欽也プロデュース公演）
- ロミオとジューリエット（2013年2月13日-2月17日、愛川欽也プロデュース公演） - ピーター役[1]
- アチャラカ　昭和の喜劇人・古川ロッパ、ハリキる（2013年9月5日-9月8日、オフィスワンダーランド公演）[2]
- RRRAWW〜らららわんだふるわあるど〜（2013年10月24日-10月29日、快賊船公演）[3][4]
- 生きろ!（2014年1月21日-1月26日、シノハラステージング公演）[5]
- 胃痛胸焼け、夏目漱石（2014年4月18日-4月20日、5M1W公演）[6]
- 日本史教養講座・乱世篇　戦国武将列伝（2014年6月29日-7月5日、シノハラステージング公演）[7]
- 明星　与謝野鉄幹・晶子の道行き（2014年10月9日-10月12日、オフィスワンダーランド公演）[8]
- キネマ狂想曲（2015年1月20日-1月25日、シノハラステージング公演）[9]
- 弁天劇場のジュリエットたち（2015年4月24日-4月26日、劇団オグオブ公演）[10][11]
- 継承〜the succession〜（2015年7月29日-8月2日、SWEET FACTORY公演）[12]
- 架空の王国/月面で鎮魂歌を（2015年11月20日-11月23日、OUTofWIT公演）[13][14]
- 継承〜the succession〜（2016年7月21日-7月24日、SWEET FACTORY公演）[15]

### CM
- 旭化成ホームズ　ヘーベルハウス（2015年）
- 富士紡（2016年）

### VP
- 全国農業協同組合中央会　JA共済（2015年）
- 明治
- トッパン・フォームズ（2016年）
- 横浜市防災センター（2016年）

### その他
- WEBドラマ　龍が如く 魂の詩。（2016年）